# Транспорт в Италии
Италия имеет развитый автомобильный, железнодорожный, воздушный и водный транспорт, особенно морской. Рим, как столица Италии, и Милан, как ее главный коммерческий центр, представляют собой не только основные транспортные узлы государства, но этой части Европы.

## Железнодорожный транспорт

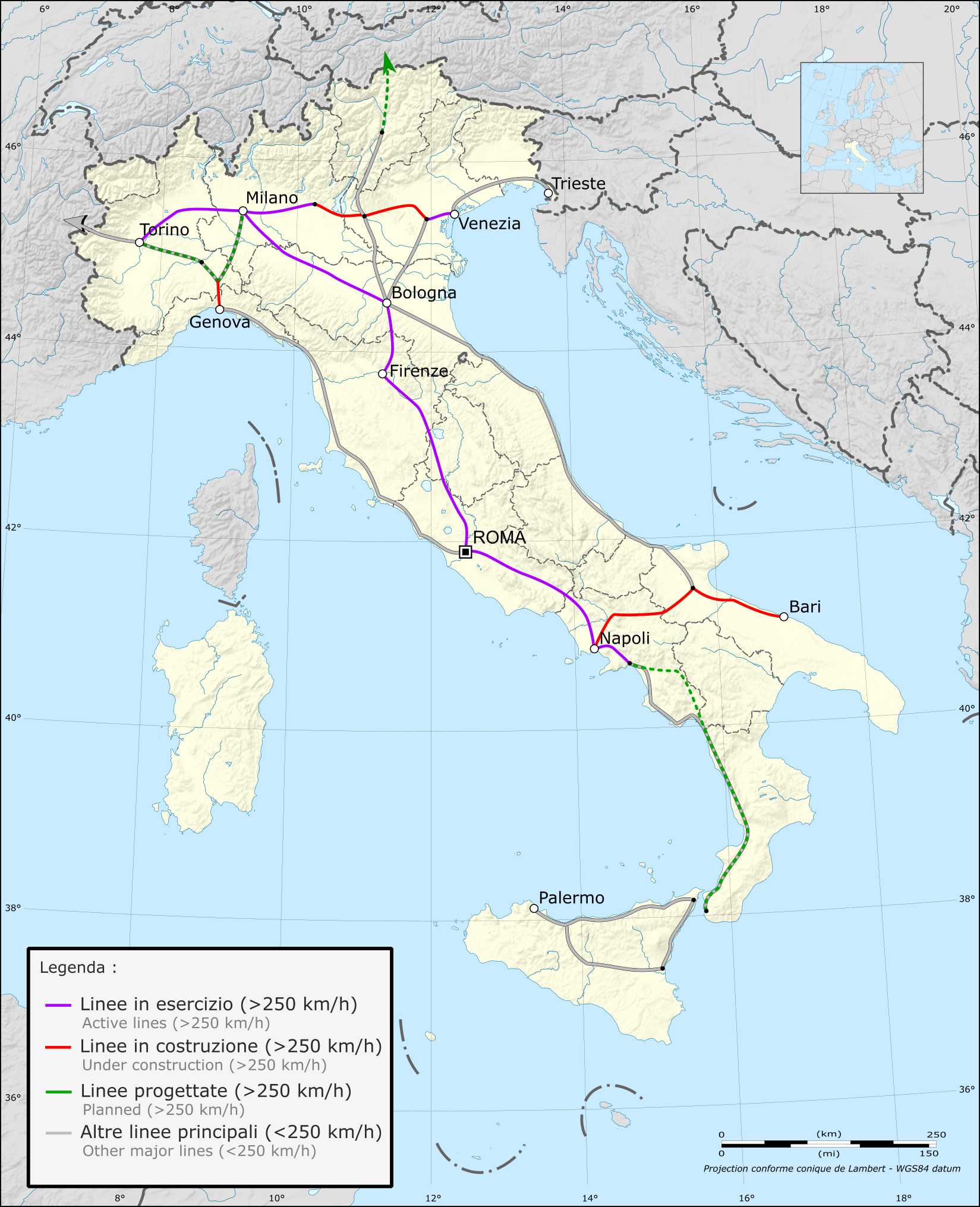
Скоростные железные дороги в Италии

В Италии есть несколько железнодорожных компаний, из которых самая большая и известная — железнодорожная компания Трениталия.
Общая длина железнодорожной сети стандартной колеи в Италии — 19 394 км (1998), электрифицировано 11 322 км. Есть и железнодорожные пути узкой колеи общей протяжённостью 1323 км. Такие железные дороги сегодня используются больше в туристических целях.
Главный железнодорожный центр страны — Милан; прочие важные железнодорожные узлы с большим числом железнодорожных путей: Рим, Болонья, Бари, Флоренция, Генуя, Неаполь, Палермо, Турин, Венеция. Высокоскоростные магистрали между крупнейшими городами оборудованы европейской системой управления движением поездов.

## Безрельсовый транспорт

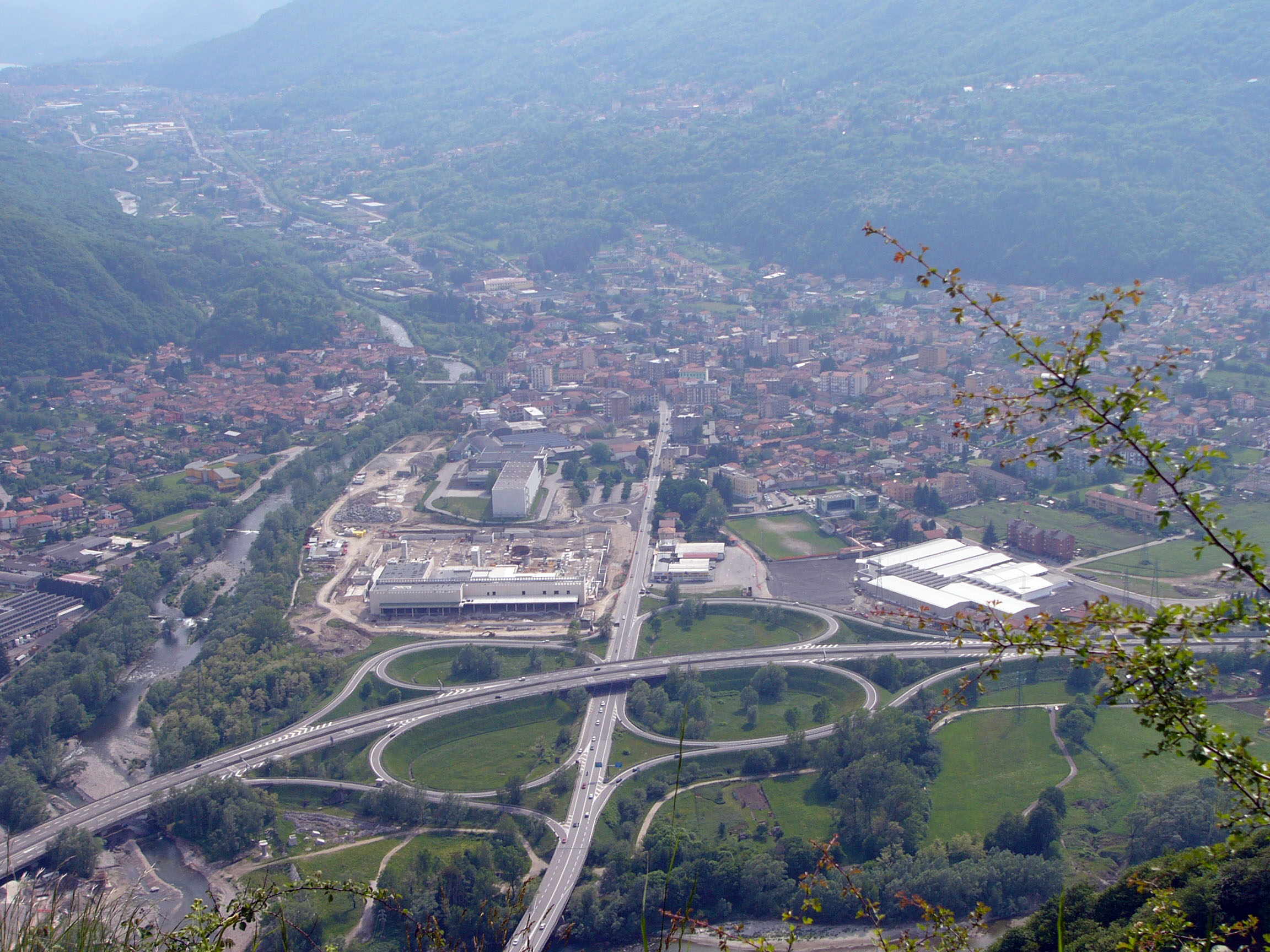
Развязка в районе Генуи

Общая длина автомобильных дорог в Италии — 654 676 км, все с твёрдым покрытием. Италия, несмотря на ярко выраженный горный пейзаж на большей части страны, имеет очень современную дорожную сеть на всех уровнях, от государственных автодорог до сельских дорог.
Сегодняшние государственные автодороги связывают все основные города в стране, в частности, с Римом и Миланом, а также столицами и крупными городами соседних стран. Многие автодороги следуют вдоль линий главных железных дорог. Они представляют собой линии Европейских коридоров и носят двузначные названия «А+номер».

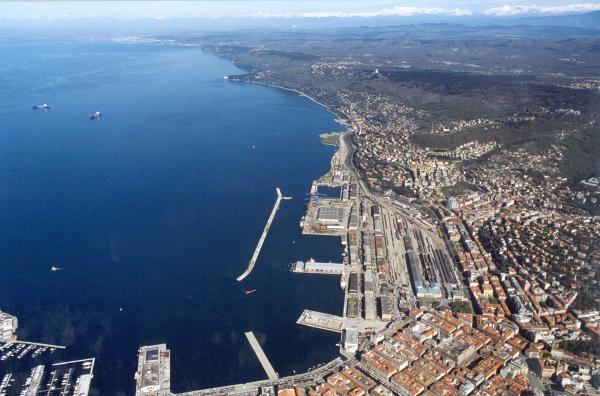
Порт в Триесте

## Водный транспорт

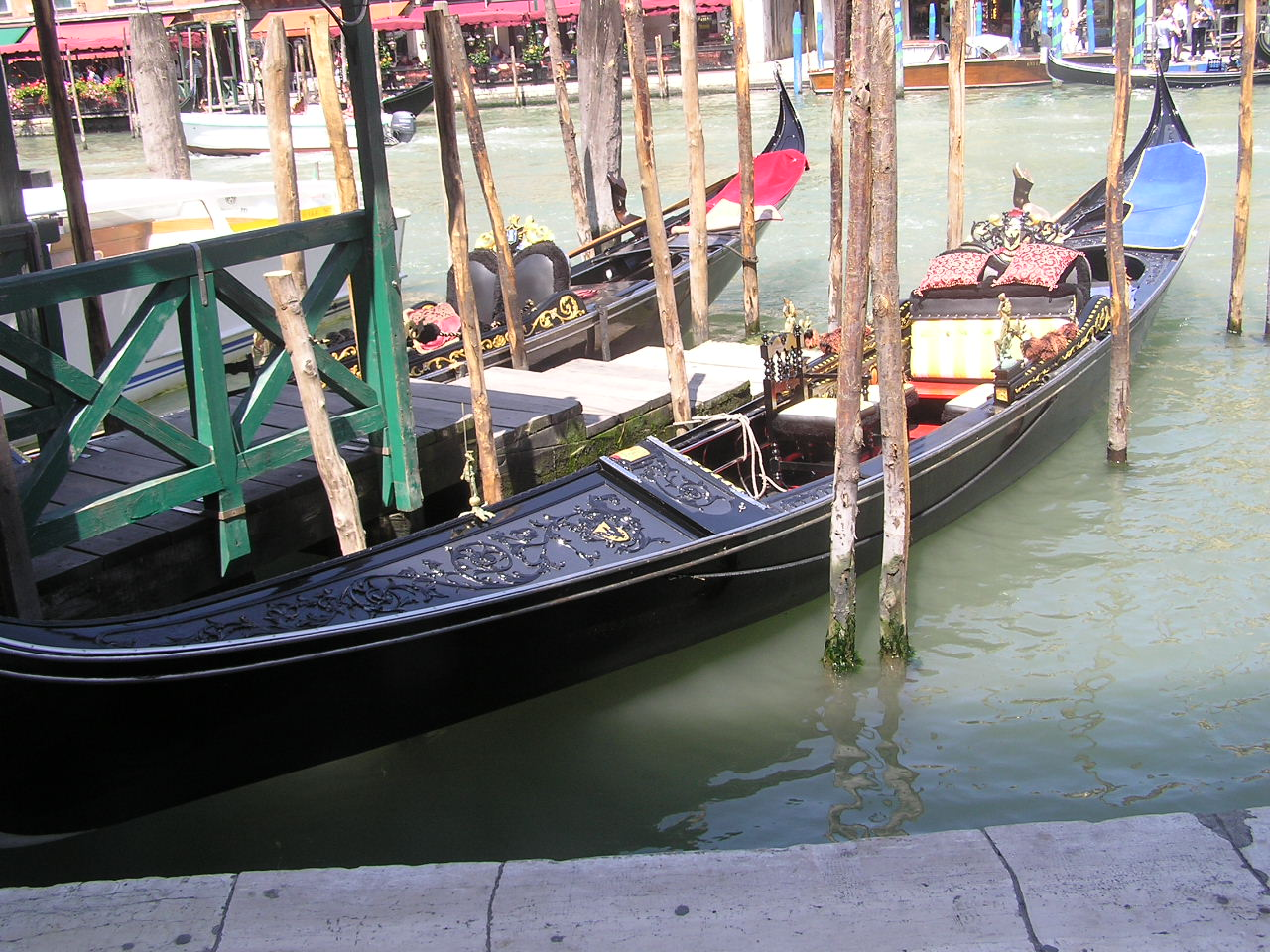
Гондолы на канале в Венеции

Италия является приморской и средиземноморской страной и имеет много крупных морских портов. Кроме того, под флагом Италии ходят 427 торговых судов с более чем 1000 регистровых тонн. Крупнейший итальянский порт — Генуя. Крупные порты: Специя, Ливорно, Неаполь, Кальяри, Мессина, Палермо, Катания, Бриндизи, Бари, Анкона, Венеция, Триест.

## Воздушный транспорт

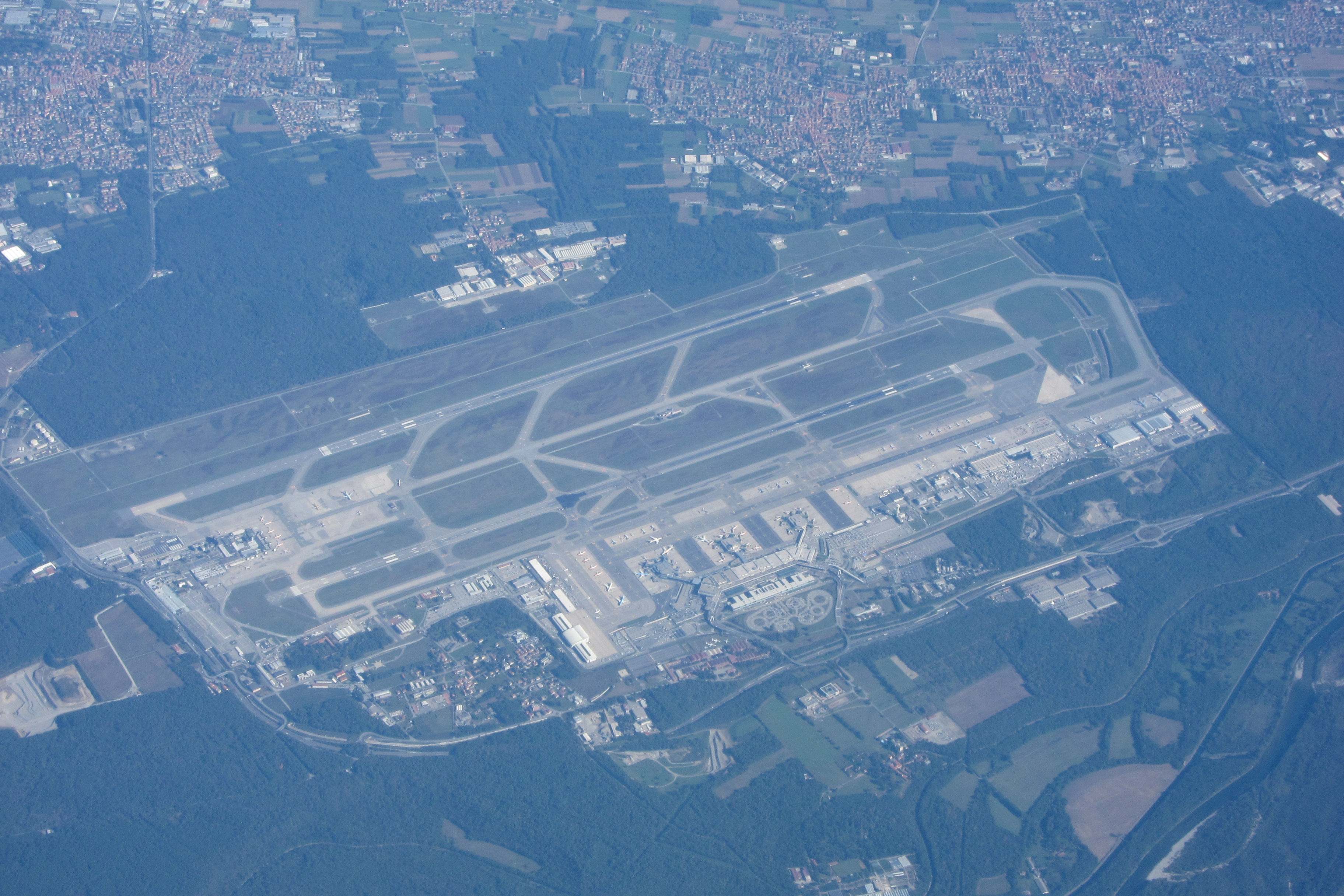
Мальпенса (аэропорт Милана)

В Италии есть несколько авиакомпаний, в том числе ITA Airways, Air Dolomiti, Blu-express, Neos.
В стране 230 официально зарегистрированных аэропортов. 51 аэропорт имеет код ИАТА (IATA Airport Code) и, следовательно, международное значение.
Основные аэропорты:
- Международный аэропорт «Мальпенса» в Милане (MXP)
- Международный аэропорт «Леонардо да Винчи» в Риме, известный как Фьюмичино (FCO)

Кроме них важными аэропортами страны являются:
- Международный аэропорт «Энрико Форланини» в Милане (LIN)
- Международный аэропорт «Марко Поло» в Венеции (VCE)
- Международный аэропорт «Америго Веспуччи» во Флоренции(FLR)
- Международный аэропорт «Христофор Колумб» в Генуе (GOA)
- Международный аэропорт «Фалконе и Борселино» в Палермо(PMO)
- Международный аэропорт «Сандро Пертини» в Турине (TRN)
- Международный аэропорт «Гульельмо Маркони» в Болонье (BLQ)
- Международный аэропорт «Уго Ниута» в Неаполе (NAP)
- Международный аэропорт «Рончи ди-Леджонари» в Триесте (TRS)